# Guntis Galviņš
Guntis Galviņš, född 25 januari 1986 i Talsi, är en lettisk professionell ishockeyspelare som spelar för den lettiska klubben, Dinamo Riga i KHL.
Galviņš har representerat Lettlands landslag i ett OS, 2010, och i åtta VM: 2005, 2006, 2007, 2008, 2009, 2010, 2012 och 2014.

## Klubbar
- HK Prizma Riga Moderklubb–2004
- HK Riga 2000 2004–2006, 2007
- VHK Vsetín 2006–2007
- Alba Volán Székesfehérvár 2007–2008
- Dinamo Riga 2008–2013, 2015–
- HK Jugra Chanty-Mansijsk 2013
- AIK Ishockey 2014
- HC Bolzano 2014–2015